# Pavel Liprandi
Pavel Petrovitch Liprandi (em russo:  Па́вел Петро́вич Липра́нди) (15 de janeiro de 1796 - 27 de agosto de 1864) foi um general do Império Russo. Participou na Campanha da Rússia (1812), na Guerra da Sexta Coligação (1813-1814), na Guerra Russo-Turca (1828-1829), no Levante de Novembro, na Revolução Húngara (1848) e na Batalha de Balaclava (1854), durante a Guerra da Crimeia. Recebeu numerosas condecorações militares russas, como a Ordem de São Valentim, Ordem de São Jorge, Ordem de Santo Estanislau e a Ordem da Águia Branca.

## Vida

### Guerras Napoleônicas e pós-guerra
Na invasão francesa da Rússia em 1812, ele tentou sem sucesso entrar para os Hussardos de Akhtyrsky, mas teve que se contentar em ser um voluntário na equipe do 6º Corpo (comandado por Dmitry Dokhturov), no qual seu irmão mais velho Ivan Petrovich servia como intendente-chefe. Pavel lutou com o corpo nas batalhas de Tarutino, Maloyaroslavets e Krasnoi. Devido a essa experiência, foi promovido a subalferes no Regimento de Mosqueteiros de Pskov em 1813, com o qual participou da perseguição do exército de Napoleão em sua retirada pela Alemanha até a França, lutando em Katzbach - após a qual foi promovido a alferes - Dresden, Brienne, La Rothière, Laffert-sous-Zhoar (quando ascendeu ao posto de Segundo-tenente), Montmirail, Chateau-Thierry, Méré, Craonne, Laon, Soissons e, finalmente, na captura de Paris.
Em 1816, Liprandi foi nomeado ajudante do General Fiódor Talyzin, chefe da 16ª Divisão; em 1818 (já no posto de capitão), foi transferido para o Regimento de Granadeiros de Guarda da Vida. Em 1822, foi transferido para o estado-maior, com sua nomeação como ajudante do comandante do corpo, General Ivan Sabaneyev, de quem logo se tornou amigo e por meio de quem se tornou conhecido pelo Conde Mikhail Vorontsov e Pável Kiselyov. A interação próxima com esses comandantes teve grande influência sobre Liprandi, como se tornaria manifesto mais tarde, quando ele próprio assumiu o comando.

### Guerra russo-turca e Levante de Novembro
Antes da Guerra russo-turca de 1828–1829, como ajudante e chefe de gabinete do General Kiselyov, Liprandi foi enviado à fortaleza de Pasha, em Isaccea, para entregar a declaração de guerra russa, com uma comissão secreta para examinar a fortaleza e descobrir se os turcos tinham inteligência sobre os movimentos do exército russo. Cumprindo brilhantemente esta tarefa, ele foi enviado a Galaţi para descobrir se havia embarcações adequadas para o transporte de tropas na expedição planejada para Isaccea, outra missão que ele executou com sucesso. Em maio de 1828, Liprandi participou do cerco e ocupação da fortaleza de Brăila e, depois que as tropas russas cruzaram o Danúbio, foi enviado ao General Aleksandr Rudzevich com ordens de capturar Isaccea e a estrada para Brăila, Babadag e Tulcea. Em 8 de julho, ele participou da Batalha de Shumen e por sua conduta foi premiado com a Ordem de São Vladimir, 4º grau com arco. Em 1829, como Tenente-coronel, Liprandi recebeu uma ordem secreta para observar tudo o que acontecia no Império Austríaco, ir até a fronteira da Moldávia e lá reunir informações tão precisas quanto possível sobre os planos dos austríacos. Em 1830 ele foi encarregado da Quarentena de Satunovskiy e, no surto de cólera na região de Novorossiisk, foi nomeado comandante-chefe da fortaleza de Kinburn e Ochakov.
Liprandi comandou o Regimento de Infantaria Eletski, que participou da guerra contra a Levante de Novembro na Polônia, sendo o primeiro na unidade do General Friederich von Rüdiger para operações contra Józef Dwernicki, depois lutando no cerco da fortaleza em Zamość, onde lutou com distinção e foi promovido a Coronel. Ele então lutou no assalto às fortificações de Varsóvia, onde comandou a 1ª Brigada da 2ª Infantaria. Quando o Barão Fiódor Gueismar foi baleado, Liprandi o substituiu como comandante de toda a coluna de assalto e foi o primeiro a subir as muralhas 54 e 22 das fortificações, pelo que foi condecorado com a Ordem de São Jorge, 3º grau, número 453, com a citação "em recompensa pela coragem e bravura demonstradas em 25 e 26 de agosto de 1831 no ataque às fortificações de Varsóvia". Após a conquista de Varsóvia, ele se juntou à vanguarda do Tenente-General Vladimir Sievers, perseguiu os rebeldes poloneses em retirada até Lublin e participou do cerco à fortaleza em Lublin.

### Reforma militar
Ao fim das hostilidades, Liprandi procedeu à implementação de reformas, que já havia começado de antemão, para melhorar as condições de vida dos soldados, que ele desenvolveu com os generais Sabaneyev, Kiselev e Vorontsov. Após dois anos, o Regimento Eletskii tornou-se tão notável em seu desempenho que em 28 de janeiro Liprandi foi nomeado ajudante de campo do czar e, em 1835, recebeu propriedades no Reino da Polônia. Em 26 de março de 1839, Liprandi foi promovido a Major-general e recebeu o comando do Regimento de Granadeiros do Rei Frederico Guilherme III (mais tarde conhecido como Regimento de Guardas de Vida de São Petersburgo) e em 1842 foi nomeado comandante do Regimento de Guardas de Vida Semyonov. Em 1844, ele recebeu a Ordem de Santo Estanislau de 1ª classe. 
Ainda preocupado em melhorar as condições de vida dos soldados, Liprandi criou o papel de comandante de companhia de instrução especial de uma companhia de contentamento (posteriormente adotado pela liderança em todas as partes dos guardas de vidas), construiu uma torre de bombeamento com um filtro para o regimento ao lado do Canal Kryukov e melhorou tanto o estado financeiro do regimento que ele poderia se recusar a enviar soldados para trabalho voluntário. Ao longo de seus 17 anos comandando vários regimentos, Liprandi nunca prendeu um oficial ou soldado, a menos que ele fosse condenado a punição corporal, provando que os métodos severos de comando mais comuns naquela época eram prejudiciais. Em 1848, Liprandi foi promovido a Tenente-general, nomeado Chefe do Estado-Maior do Corpo de Granadeiros e admitido no Corpo de Guardas, no Estado-Maior e nas listas do Regimento de Guardas de Vida Semyonov.

### Revolução Húngara e Guerra da Crimeia
Com o anúncio em 1849 da campanha militar na Hungria, a proposta de Ivan Paskevich de que Liprandi comandasse a 12ª Divisão de Infantaria foi aprovada, e na Guerra da Crimeia Liprandi foi nomeado chefe da unidade da Pequena Valáquia, para cobrir o flanco direito do Exército do Sul e proteger a Pequena Valáquia. Liprandi expulsou os turcos de Calafat e recebeu a Ordem da Águia Branca, com espadas. Da Bessarábia, a divisão de Liprandi foi enviada para a Crimeia. O Imperador Nicolau I recomendou Liprandi como comandante-chefe nos seguintes termos: "Para o General Liprandi, pode instruir uma unidade separada, e pode-se confiar nele com segurança, como um general experiente." Liprandi não demorou a justificar essa recomendação. Ele comandou o exército na Batalha de Balaclava, durante a qual foi ferido por estilhaços de granada na perna, mas permaneceu no campo de batalha. Liprandi passou a participar das batalhas em Inkerman e Tchernaya.

### Vida posterior e morte
Em 1855, Liprandi estava no comando do 6º Corpo de Infantaria, mas em 1856 ele tirou licença por tempo indeterminado. Tendo herdado em 1858 a vila de Efimievo, no Governorato de Níjni Novgorod, e se tornado um proprietário de terras, Liprandi imediatamente libertou seus servos. Em 1859, atendendo um pedido pessoal do Imperador Alexandre II, Liprandi assumiu o comando do 2º Corpo de Infantaria, localizado no Reino da Polônia, mas em 1861, devido a um desentendimento com o Vice-rei da Polônia, Karl Lambert, ele foi nomeado membro do Conselho Militar e, em 1862, Inspetor de tropas.
Faleceu em 1864 e foi enterrado em São Petersburgo, no cemitério Mitrofaniyevskoe.

## Família
Liprandi casou-se com Maria Fiodorovna Talyzina (1808–1843) em 1833. Ela era filha do Tenente-General F. I. Talyzin. 
O filho deles, Rafail Pavlovich (1838-1909) foi um Major-General do Estado-Maior. Ele lutou com distinção na Guerra Russo-Turca de 1877–1878, incluindo a Batalha do Passo de Shipka, pela qual foi premiado com armas de ouro e a Ordem de São Jorge de 4ª classe.